# Provincia di Ñuble
La provincia di Ñuble era una delle province della regione cilena di Bío Bío il capoluogo è la città di Chillán.	
Il 6 settembre 2018, questa provincia si separò dalla regione di Biobío e divenne la regione di Ñuble (a sua volta suddivisa in tre nuove province).
La provincia è stata costituita da 21 comuni:
- Bulnes
- Chillán
- Chillán Viejo
- Cobquecura
- Coelemu
- Coihueco
- El Carmen
- Ninhue
- Ñiquén
- Pemuco
- Pinto
- Portezuelo
- Quillón
- Quirihue
- Ránquil
- San Carlos
- San Fabián
- San Ignacio
- San Nicolás
- Treguaco
- Yungay